# Kornberg (Gruibingen)
Der Kornberg ist ein 779,7 m ü. NHN hoher Berg am Albtrauf, dem Nordrand der Schwäbischen Alb. Der Gipfel des Berges liegt auf der Gemarkung der Gemeinde Gruibingen im Landkreis Göppingen.

Kornberghütte (2011)

Südöstlich des Gipfels steht die 1922 fertiggestellte Kornberghütte. Unweit nördlich des Kornbergs befindet sich auf einem hervortretenden Sporn die zur Gemarkung Bad Boll gehörende Burgstelle Burg Landsöhr, umgangssprachlich auch „Bertaburg“ genannt. Am Kornberg führt der Weitwanderweg Schwäbische-Alb-Nordrand-Weg (HW 1) vorbei.

## Naturschutzgebiet Kornberg
Mit Verordnung des Regierungspräsidiums Stuttgart vom 15. Juli 2004 wurden der Kornberg und dessen südlicher Ausläufer Barn unter Nummer 1.262 als Naturschutzgebiet Kornberg ausgewiesen. Das Naturschutzgebiet umfasst eine Fläche von 189,8 ha. Schutzzwecke sind
- die Erhaltung und Förderung einer ökologisch vielfältigen, klein strukturierten und vernetzten Landschaft mit Wacholderheiden, Sukzessionsflächen, Hecken, extensiv genutzten artenreichen Wiesen, einigen Äckern und Wirtschaftswiesen und naturnahen Laubwäldern mit den jeweils typischen, zum Teil gefährdeten Tier- und Pflanzenarten;
- die Erhaltung einer Kulturlandschaft als Zeuge teilweise historischer Nutzungsformen, insbesondere die Erhaltung der Wacholderheiden und der extensiv bewirtschafteten Wiesen;
- die Bewahrung eines besonders abwechslungsreichen, reizvollen und für die Schwäbische Alb typischen Landschaftsausschnittes.

Das Gebiet enthält die FFH-Lebensraumtypen 5130 (Formationen von Juniperus communis auf Kalkheiden und -rasen), 6510 (Magere Flachland-Mähwiesen), 9130 (Waldmeister-Buchenwälder) und 9150 (Orchideen-Buchenwälder).

## Ehemaliger Steinbruch
Am nordöstlichen Rand des Kornbergs befand sich früher ein Steinbruch, welcher nach der Stilllegung aufgefüllt wurde. Das Gelände wird nun als Zeltplatz genutzt. Früher führte eine Seilbahn vom Steinbruch aus nach Dürnau, von wo aus das Abbruchmaterial per Bahnanschluss weitertransportiert wurde.